# Labiale palp

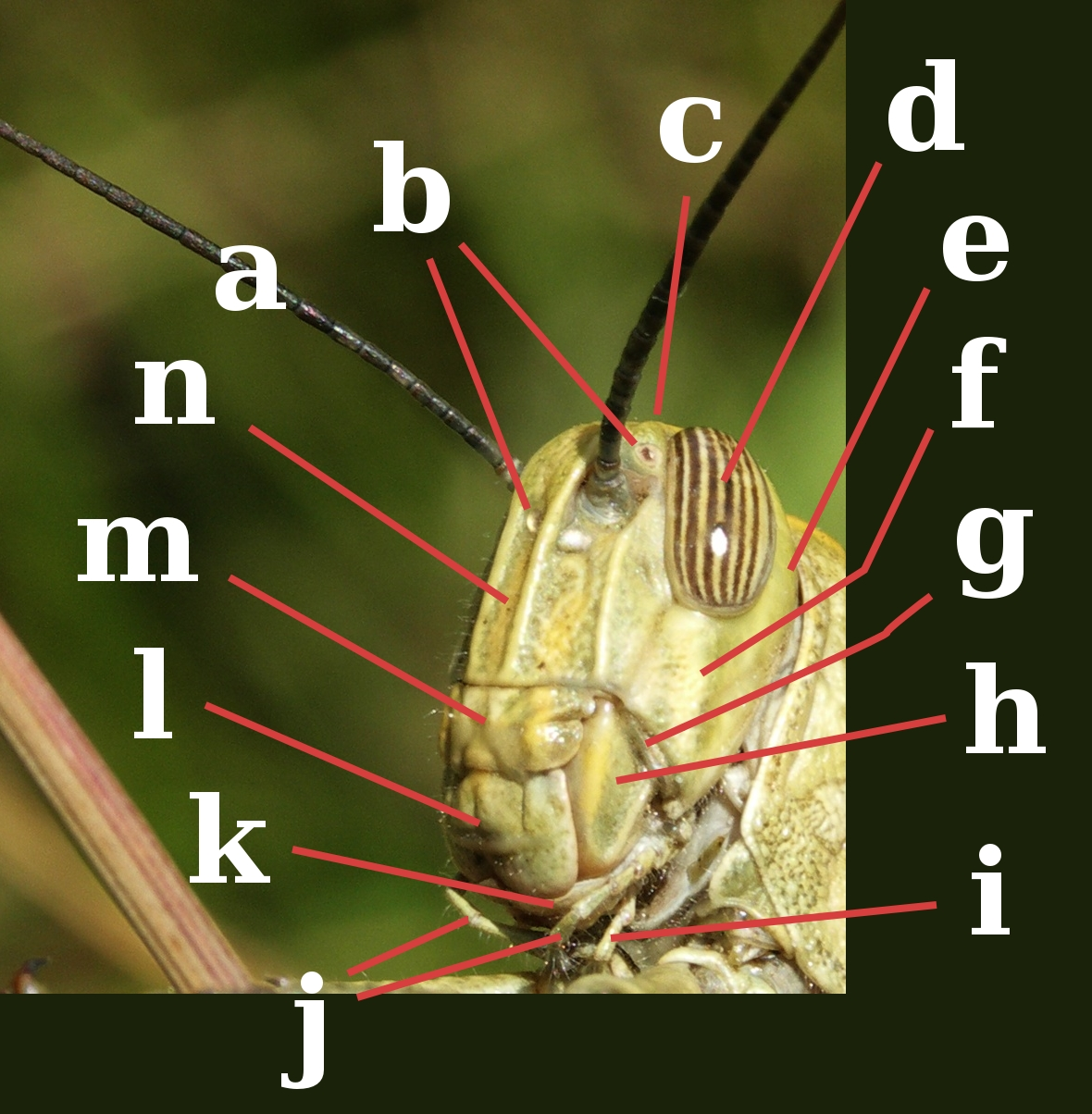
Kop van Rechtvleugeligen, Veldsprinkhanen. a:antenne; b:ocelli; c:vertex; d:samengesteld oog; e:occiput (achterkant van de kop); f:gena {wangen}; g:pleurostoma (deel van het subgenale gebied boven de mandibel); h:mandibel; i:labiale palp ; j:maxillaire palpen; k:maxilla; l:labrum; m:clypeus; n:frons.

De labiale palp of palpus labialis is een geleed tastorgaan aan het labium, de onderkaak of 'kin' van een insect. Het dient bij sommige soorten om het voedsel de kaken in te manoeuvreren en heeft bij andere insecten een zuiver tastzintuiglijke functie. 